# Temnoplectron lewisense
Temnoplectron lewisense là một loài bọ cánh cứng trong họ Bọ hung (Scarabaeidae).